# Brent Burns
Brent Burns (ur. 9 marca 1983 w Ajax, Ontario) – kanadyjski hokeista, reprezentant Kanady.

## Kariera
- North York Canadiens (2000-2001)
- Couchiching Terriers (2001-2002)
- Brampton Battalion (2002-2003)
- Houston Aeros (2003-2005)
- Minnesota Wild (2003-2004, 2005-2011)
- San Jose Sharks (2011-2022)
- Carolina Hurricanes (2022-)

Wychowanek klubu Ajax Knights. Występował przez rok w kanadyjskiej juniorskiej lidze OHL w ramach CHL. W drafcie NHL z 2003 został wybrany przez Minnesota Wild, po czym przejściowo grał w zespole farmerskim w lidze AHL, a następnie w NHL (łącznie siedem sezonów w barwach Wild). Od czerwca 2011 zawodnik San Jose Sharks. W sierpniu tego roku przedłużył kontrakt z klubem o pięć lat. Do 2012 występował na pozycji obrońcy. Od sezonu NHL (2012/2013) został przekwalifikowany na napastnika prawoskrzydłowego. Później ponownie ustawiony jako obrońca. W listopadzie 2016 przedłużył kontrakt z San Jose o osiem lat. W lipcu 2022 przeszedł do Carolina Hurricanes.
Uczestniczył w turniejach mistrzostw świata 2008, 2010, 2011, 2015, Pucharu Świata 2016.
Przez pewien czas był znany z uwagi na charakterystyczny wygląd (zapuszczone długie włosy i broda). W listopadzie 2013 publicznie dokonał ostrzyżenia fryzury i zarostu na twarzy, a dochód z akcji przekazał na cele charytatywne.

## Sukcesy

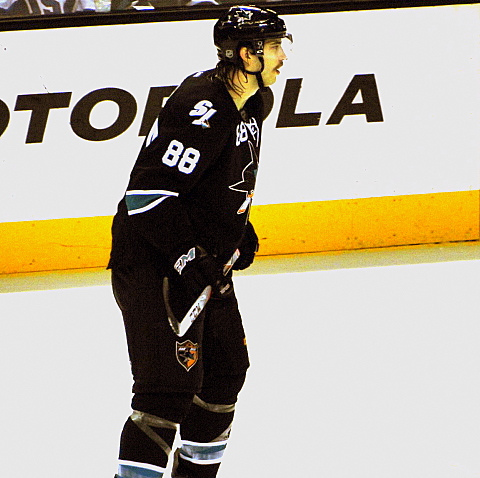
Brent Burns w barwach San Jose Sharks w pierwszym meczu przeciw swojej poprzedniej drużynie, Minnesota Wild (2011)

Reprezentacyjne
- Srebrny medal mistrzostw świata juniorów do lat 18: 2004
- Srebrny medal mistrzostw świata: 2008
- Złoty medal mistrzostw świata: 2015
- Puchar Świata: 2016

Klubowe
- Emms Trophy: 2003 z Brampton Battalion
- Mistrz dywizji NHL: 2008 z Minnesota Wild

Indywidualne
- Mistrzostwa świata juniorów do lat 20 w 2004:
  - Pierwsze miejsce w klasyfikacji asystentów na turnieju: 6 asyst
  - Pierwsze miejsce w klasyfikacji asystentów wśród obrońców na turnieju: 6 asyst
- Mistrzostwa Świata w Hokeju na Lodzie 2008/Elita:
  - Mistrzostwa Świata w Hokeju na Lodzie 2008 - Finał - dwa gole
  - Pierwsze miejsce w klasyfikacji asystentów na turnieju: 10 asyst
  - Pierwsze miejsce w klasyfikacji +/- na turnieju: +14 punktów
  - Najlepszy obrońca turnieju
- Mistrzostwa Świata w Hokeju na Lodzie 2010/Elita:
  - Piąte miejsce w klasyfikacji asystentów na turnieju: 5 asyst
- NHL (2011/2012):
  - NHL All-Star Game
- Mistrzostwa Świata w Hokeju na Lodzie 2015/Elita:
  - Drugie miejsce w klasyfikacji asystentów turnieju: 9 asyst[7]
  - Czwarte miejsce w klasyfikacji asystentów turnieju: 8 asyst[7]
  - Trzecie miejsce w klasyfikacji +/- turnieju: +12[8]
  - Jeden z trzech najlepszych zawodników reprezentacji na turnieju[9]
  - Skład gwiazd turnieju[10]
  - Najlepszy obrońca turnieju[11]
- NHL (2014/2015):
  - NHL All-Star Game
  - NHL Foundation Player Award
- NHL (2014/2015):
  - NHL All-Star Game
  - Pierwsze miejsce w klasyfikacji strzelców wśród obrońców w sezonie zasadniczym: 27 goli
  - Pierwsze miejsce w klasyfikacji kanadyjskiej w fazie play-off: 24 punkty
  - Drugi skład gwiazd
- Występ w Meczu Gwiazd NHL w sezonie  2015-2016
- Występ w Meczu Gwiazd NHL w sezonie  2016-2017
- Występ w Meczu Gwiazd NHL w sezonie  2017-2018